# Louis de Wurtemberg (1930-2019)
Pour les articles homonymes, voir Louis de Wurtemberg.
Louis de Wurtemberg, né le 23 octobre 1930 à Stuttgart et mort le 6 octobre 2019 à Weingarten, est un membre de la maison de Wurtemberg et un architecte paysagiste.

## Biographie

### Famille
Louis de Wurtemberg (Ludwig Albrecht Maria Philipp Peter Ferdinand Karl Gottfried Georg Alfons Herzog von Württemberg) est le fils aîné du duc Philippe Albert de Wurtemberg (1893-1975) et de l'archiduchesse Rose-Marie de Habsbourg-Toscane (1906-1983). Il a une sœur aînée issue du premier mariage de son père (Marie-Christine de Wurtemberg), ainsi que quatre sœurs (Helene, Elisabeth, Marie-Thérèse et Maria Antonia de Wurtemberg) et un frère cadet (Charles de Wurtemberg), nés du second mariage de son père avec l'archiduchesse Rose-Marie de Habsbourg-Toscane. 
Afin de pouvoir se marier selon sa volonté, Louis de Wurtemberg renonce à ses droits de succession pour lui, le 17 juin 1959, et pour sa descendance le jour de son mariage, le 19 janvier 1960,. Son frère cadet Charles de Wurtemberg est dès lors prince héritier, puis à la mort de leur père, de 1975 à 2022, prétendant au trône de Wurtemberg.

### Mariage et descendance
Le 16 février 1960, le duc Louis de Wurtemberg épouse morganatiquement à Stuttgart la baronne Adelheid von Bodman (1938-), dont il divorce en 1970. Trois enfants sont nés de cette union,, :
- Duc Christoph von Württemberg (Stuttgart, 30 novembre 1960), épouse en 2000 Iris Caren Metzger (1963-2022[7]), une poétesse et artiste plasticienne, d'où :
  - Duchesse Sylvie von Württemberg (Pforzheim, 2 mars 2001)
  - Duc Louis von Württemberg (Filderstadt-Bonlanden, 18 mars 2003)
- Duchesse Isabelle von Württemberg (Stuttgart, 30 novembre 1960)
- Duchesse Sybilla von Württemberg (Stuttgart, 29 mai 1963). Un enfant né de Wolfgang Merz : 
  - Enrico von Württemberg (1988)

Le 14 août 1972, le duc Louis de Wurtemberg épouse à Munich Angelika Kiessig (1942-), dont il divorce en 1988. Un enfant est né de cette union :
- Duchesse Christiane von Württemberg (Munich, 16 septembre 1973), épouse en 2003 Till Kitzing.

### Mort
Le duc Louis de Wurtemberg meurt, à la suite d'une grave maladie, le 6 octobre 2019, à Weingarten (Wurtemberg), à l'âge de 88 ans. Une messe de requiem est célébrée le 19 octobre suivant, à l'église Saint-Michel d'Altshausen,.

## La maison de Wurtemberg aujourd'hui
Le duc Louis de Wurtemberg appartient à la cinquième branche (dite lignée ducale) de la Maison de Wurtemberg. À l'extinction de la branche aînée en 1921, à la mort de Guillaume II de Wurtemberg, la lignée ducale devient la nouvelle branche dynaste de la Maison de Wurtemberg. Cependant, la nouvelle branche aînée est la branche morganatique des ducs de Teck (en) (éteinte dans les mâles en 1981), puis la branche morganatique des ducs d'Urach. Actuellement, l'aîné de toute la Maison de Wurtemberg est Charles Anselme de Wurtemberg-Urach, né en 1955.